# Авит из Миси
Авит (лат. Avitus; V век — 530) — настоятель монастыря Миси. День памяти — 19 декабря.

## Биография
Святой Авит, или Адъют (Adjutus), стал в 520 году преемником святого Максимина в качестве настоятеля Миси. Но он пробыл им лишь недолгое время, пожелав удалиться со своими двумя сподвижниками в пустынь, где и скончался. Имя Авита упоминается в Римском мартирологе. Святого изображают как епископа, использующего топор, чтобы отогнать дьявола, который атакует его с киркой.
Известен также Авит, или Ави (Avy), также настоятель Миси, расположенного около Орлеана, память которого совершается 17 июня. Он жил примерно в то же время, и затруднительно узнать, являются ли они двумя отдельными людьми или нет. Рёдер (Roeder) в описании святого от 17 июня, называет его всеми тремя именами.